# HMK Bilcon
HMK Bilcon A/S er en dansk producent af tankvogne til lastbiler, som er lokaliseret i Aalborg. De producerer tankvogne til væsker som olie og vand. Endvidere producerer de mobile trailere med fleksibel indretning.
HMK Bilcon så dagens lys i 1965 og begyndte at udvikle og designe aluminiumstanke. Produktionen flyttes i 1981 til Aalborg og opkøbes i 1983 af Mørch & Sønner, som stifter Ascan Bilcon A/S.

HMK Bilcon er ejet af Peter Torben Jessen og har i dag ca. 100 ansatte (2023).